# كيمبرلي نيويل
كيمبرلي نيويل (من مواليد 4 أكتوبر 1995)، والمعروفة أيضًا بالاسم الصيني Zhou Jiaying، هي لاعبة هوكي الجليد الكندي وعضو في فريق هوكي الجليد الوطني الصيني، وتلعب حاليًا في فريق Zhenskaya Hockey League (ZhHL) ) مع KRS Vanke Rays.
مثلت نيويل الصين في بطولة هوكي الجليد للسيدات في دورة الألعاب الأولمبية الشتوية لعام 2022 في بكين.

## مشاركتها الدولية
بصفتها لاعبة صغيرة مع المنتخب الكندي لأقل من 18 عامًا ، فازت نيويل بميدالية ذهبية في بطولة العالم للسيدات تحت 18 سنة IIHF في عام 2013 ، حيث مثلت كندا جنبًا إلى جنب مع زميلتها في الفريق الوطني الصيني المستقبلي هانا ميلر في قائمة تضم أيضًا المنتخب الكندي المستقبلي. لاعبو الفريق إميلي كلارك ، وسارة نورس ، وسارة بوتوماك ، من بين آخرين. في الشباك لثلاث من مباريات كندا الخمس ، حافظت نيويل على 1 هدف ممتاز مقابل المتوسط وسجلت أفضل نسبة إنقاذ للبطولة عند 0.960 ، مما أدى إلى اختيار فريق All-Star للبطولة.
تم اختيار نيويل رسميًا في قائمة المنتخب الصيني للسيدات لبطولة هوكي الجليد للسيدات في دورة الألعاب الأولمبية الشتوية لعام 2022 في 28 يناير 2022.

## حياتها الشخصية
نيويل حاصلة على درجة البكالوريوس في الاقتصاد والتمويل من جامعة برينستون. بعد تخرجها في عام 2016، عملت في الشؤون المالية لبنك Credit Suisse في مدينة نيويورك لمدة عامين حتى تمت دعوتها للعب لصالح KRS Vanke Rays في عام 2018.